# Desmond Harrington
Pour les articles homonymes, voir Harrington.
Desmond Harrington est un acteur américain, né le 19 octobre 1976 à Savannah, en Géorgie.

## Biographie

### Jeunesse et formations
Desmond Harrington naît à Savannah, en Géorgie (États-Unis). À l'âge de trois ans, il s'installe dans le Bronx avec sa famille. Il commence sa scolarité dans une école catholique, puis obtient son diplôme à l'université Jésuite Fordham Preparatory School. Il assiste aux cours au Manhattan College, qu'il quitte finalement au bout de six mois.
Il fait de nombreux petits boulots, avant de se lancer dans une carrière d'acteur.

### Carrière
En 1999, Desmond Harrington apparaît au grand écran français dans le tout premier rôle dans le film historique Jeanne d'Arc de Luc Besson. Il y endosse les costumes de Jean d'Aulon, l'écuyer et maître d'hôtel de Jeanne d'Arc — interprétée par Milla Jovovich.
En 2001, il est l'un des quatre étudiants enfermés dans un ancien abri antiatomique désaffecté dans le thriller psychologique britannique The Hole de Nick Hamm.
En 2002, il est Jack Ferriman, pilote d'avion, ayant repéré en pleine mer de Béring un épave flottante d'un paquebot abandonné, dans le film d'horreur surnaturel Le Vaisseau de l'angoisse (Ghost Ship) de Steve Beck, aux côtés de Julianna Margulies et Gabriel Byrne. Même année, premiers pas à la télévision, il fait partie de la famille des Keys, dont le père est tourmenté par des cauchemars concernant son enlèvement par des extraterrestres durant la Seconde Guerre mondiale, dans trois épisode de la mini-série de science-fiction dramatique Disparition (Taken). Steven Spielberg en est le producteur exécutif.
En 2003, il joue un rôle principal, celui d'un jeune étudiant en médecine pris au piège cauchemardesque, dans le film d'horreur Détour mortel (Wrong Turn) de Rob Schmidt.
En 2008, il est le détective des homicides Joseph « Joey » Quinn, partenaire de Debra Morgan — interprétée par Jennifer Carpenter — à partir de la troisième saison de la série d'horreur psychologique avec humour noir Dexter, jusqu'à la huitième, en 2013. Même année, il est Jack Bass, frère de Bart Bass — interprété par Robert John Burke — et oncle de Charles « Chuck » Bass — par Ed Westwick —, dans la série dramatique pour adolescents Gossip Girl, jusqu'en 2010. Il reprendra son rôle dans les trois derniers épisodes de la cinquième saison, en 2012.
En 2012, il apparaît dans un petit rôle, celui d'un policier dans le film de super-héros The Dark Knight Rises de Christopher Nolan, aux côtés de Joseph Gordon-Levitt dans le rôle de John Blake.
En 2018, il est tueur en série et membre des Narcotiques anonymes avec Sherlock Holmes dans la série policière Elementary.

## Filmographie

### Cinéma

#### Longs métrages
- 1999 : Jeanne d'Arc de Luc Besson : Jean d'Aulon
- 2000 : Drop Back Ten de Stacy Cochran (en) : Spanks Voley
- 2000 : Massholes de John Chase : Bing
- 2001 : The Hole de Nick Hamm : Michael « Mike » Steel
- 2001 : Écarts de conduite (Riding in Cars with Boys) de Penny Marshall : Bobby
- 2001 : My First Mister (en) de Christine Lahti : Randy Harris Junior
- 2002 : Nous étions soldats (We Were Soldiers) de Randall Wallace : Le spécialiste E-4 Bill Beck
- 2002 : Le Vaisseau de l'angoisse (Ghost Ship) de Steve Beck : Jack Ferriman
- 2003 : Love Object (en) de Robert Parigi : Kenneth Winslow
- 2003 : Détour mortel (Wrong Turn) de Rob Schmidt : Chris Flynn
- 2004 : Three Way de Scott Ziehl : Ralph Hagen
- 2006 : Bottoms Up d'Erik MacArthur : Rusty
- 2006 : Taphephobia d'Aaron Pope : Mike Hollister
- 2008 : Exit Speed de Scott Ziehl : Sam Cutter
- 2009 : Timer de Jac Schaeffer : Dan the Man
- 2009 : Un mariage presque parfait (Not Since You) de Jeff Stephenson : Sam Nelson
- 2009 : Life Is Hot in Cracktown (en) de Buddy Giovinazzo : Benny
- 2012 : The Dark Knight Rises de Christopher Nolan : Un policier
- 2016 : The Neon Demon de Nicolas Winding Refn : Jack, le photographe

#### Courts métrages
- 2002 : Life Makes Sense If You're Famous d'Erik MacArthur : Jay
- 2008 : Blind Serenade de Danny Lee et Stacey Marbrey

### Télévision

#### Téléfilm
- 2007 : Fort Pit de Michael S. Chernuchin et Peter Tolan : Mike Sokeletski

#### Séries télévisées
- 2002 : Disparition (Taken) : Jesse Keys, adulte
- 2003 - 2004 : Dragnet (L.A. Dragnet) : Détective Jimmy McCarron
- 2006 : New York, section criminelle (Law and Order : Criminal Intent) : Tim Rainey
- 2006 : Kidnapped : Kenneth Cantrell
- 2006 - 2007 : Filles et Garçons (Sons and Daughters) : Wylie Blake
- 2007 : Rescue Me : Les Héros du 11 septembre (Rescue Me) : Troy
- 2008 - 2013 : Dexter : Joey Quinn
- 2009 - 2012 : Gossip Girl : Jack Bass
- 2010 : Family of Secrets : Michael Morris
- 2012 : Justified : Fletcher « The Ice Pick » Nix
- 2014 : Those Who Kill : Bronte
- 2015 : The Astronaut Wives Club : Alan Shepard
- 2015 : Limitless : Agent Casey Rooks
- 2016 : Shooter : Lone Scott
- 2017 : Brooklyn Nine-Nine : Officier Maldack
- 2017 : Sneaky Pete : Joe
- 2018 : Elementary : Michael
- 2020 : Manhunt : Louis Feeh
- 2025 : Dexter Resurrection: Joey Quinn

## Distinctions

### Récompense
- Málaga International Week of Fantastic Cinema 2004 : meilleur acteur pour Love Object (2005)

### Nominations
- Fangoria Chainsaw Awards 2005 : prix du meilleur acteur pour Love Object (2005)
- Screen Actors Guild Awards 2009 : meilleure distribution dans une série dramatique pour Dexter (2005) (partagé avec l'équipe)
- Screen Actors Guild Awards 2010 : meilleure distribution dans une série dramatique pour Dexter (2005) (partagé avec l'équipe)
- Screen Actors Guild Awards 2011: meilleure distribution dans une série dramatique pour Dexter (2005) (partagé avec l'équipe)
- Screen Actors Guild Awards 2012 : meilleure distribution dans une série dramatique pour Dexter (2005) (partagé avec l'équipe)